# Josef Tomeš
Josef Tomeš (Prag, 18. siječnja 1954.) češki je povjesničar, enciklopedist i doktor filozofije, koji proučava suvremenu češku povijest s naglaskom na povijest Čehoslovačke.
Diplomirao je povijest i filozofiju na Filozofskom fakultetu Karlova sveučilišta u Pragu, gdje je studirao od 1973. do 1978. godine. Odmah nakon stjecanja diplome zaposlio se u Enciklopedijskom institutu Čehoslovačke akademije znanosti. Kasnije je radio kao urednik enciklopedijske izdavačke kuće Paseka, a od 2001. godine zaposlen je na Masarykovom institutu za znanost.

## Vanjske poveznice

### Sestrinski projekti
|  | Zajednički poslužitelj ima još gradiva o temi Josef Tomeš |

### Mrežna sjedišta
- (češ.) Popis autorskih i koautorskih djela u spremištu podataka Češke nacionalne knjižnice i čitaonice
- (češ.) Altermedia.info:Josef Tomeš: Ladislav Rašín
- (češ.) Michal Pehr i Josef Tomeš: Zamyšlení nad osudovými volbami 1946.